# Hi Tech Cobra
Hi Tech Cobra Inc. ist ein US-amerikanisches Unternehmen und ehemaliger Hersteller von Automobilen.

## Unternehmensgeschichte
Das Unternehmen wurde am 15. August 1983 in Arizona gegründet. Als Sitz ist Scottsdale angegeben. 1983 oder 1985 begann die Produktion von Automobilen und Kit Cars. Der Markenname lautete Hi-Tech. 2000 endete die Produktion. Das Unternehmen gilt weiterhin als existent.

## Fahrzeuge
Das einzige Modell war die Nachbildung des AC Cobra. Das Fahrgestell war nahezu identisch zu den Originalen. Die Radaufhängungen stammten von Jaguar Cars. Ein V8-Motor von Ford trieb die Fahrzeuge an. Die offene zweisitzige Karosserie bestand gewöhnlich aus Fiberglas und auf Wunsch aus Aluminium. Die Qualität wird als sehr hoch bezeichnet.